# 頴川史郎
頴川 史郎（えがわ しろう、1922年10月30日 - 2007年3月4日）は、日本の経営者、銀行家。日本債券信用銀行頭取を務めた。長崎県出身。

## 経歴
1947年に東京大学経済学部経済学科を卒業し、同年に日本興業銀行に入行。1964年11月に日本不動産銀行(のちの日本債券信用銀行)に転じ、1970年11月に取締役に就任し、1972年4月に常務を経て、1975年12月に副頭取に就任し、1982年11月に頭取に昇格。1987年12月に会長に就任し、1992年6月には相談役に就任。
1987年11月に藍綬褒章を受章し、1992年11月に勲二等旭日重光章を受章。
2007年3月4日病気のために死去。84歳没。